# Aleksandr Mitta
Aleksandr Naumovitj Mitta (russisk: Алекса́ндр Нау́мович Митта́) (født 28. marts 1933 i Moskva i Sovjetunionen, død 14. juli 2025) var en sovjetisk og russisk filminstruktør, manuskriptforfatter og skuespiller.

## Liv og karriere
Aleksandr Naumovitj Rabinovitj (russisk: Рабино́вич) blev født den 28 marts 1933. Han fik eksamen som ingeniør i 1955, hvorefter han arbejdede som karikaturtegner i kunst- og vittighedsblade. Han blev optaget på Garasimov Filminstituttet (VGIK), hvorfra han i 1960 dimitterede som uddannet filminstruktør.
Mittas karriere som filminstruktør og manuskriptforfatter spændte fra 1960'erne til 2010. Blandt hans kendte film er Gori, gori, moja zvezda (da.: Skin, skin, min stjerne, 1970) om en gruppe skuespillere, der forsøger at overleve og arbejde under den russiske revolution og katastrofefilme Flykatastrofen (1980), der blev vist internationalt, også i Danmark. Mitta modtog en lang række priser i Sovjetunionen og Rusland for sit arbejde.
Mitta var i 1980 medlem af juryen ved Filmfestivalen i Berlin.
Han åbnede i 2000'erne en filmskole.
Mitta døde i juli 2025 af cancer i nyrerne.

## Udvalgt filmografi

### Som instruktør
- Drug moj, Kolka! (da.: Min ven, Kolka!, 1961)[5][6]
- Bez strakha i uprjoka (da.: Ingen frygt, ingen skyld, 1962)
- Zvonjat, otkrojte dver (da.: De kalder, åbn døren, 1965)
- Gori, gori, moja zvezda (da.: Skin, skin, min stjerne, 1970)
- Totjka, totjka, zapjataja... (da.: Punktum, punktum, komma..., 1972)
- Moskva, ljubov moja (da.: Moskva, min kærlighed, 1974)
- Skaz pro to, kak tsar Pjotr arapa zjenil (da.: Fortællingen om, hvordan zar Peters maur giftede sig, 1976)
- Flykatastrofen (1980)
- Skazka stranstvij (da.: Fortælling om vandringer, 1983)
- Sjag (da.: Trin, 1988)
- Zaterjannyj v Sibiri (da.: Fortabt i Sibirien, 1991)
- Granjtsa. Tajokhnyj roman (da.: Grænse. Taiga-romantik, (tv-serie), 2000)
- Raskaljonnaja subbota (da.: Brændende lørdag, 2002)
- Lebedinyj raj (da.: Svaneparadiset, 2004)
- Sjagal - Malevitj (Chagall - Malevitj, 2014)

Fra 1969 og Skin, skin, min stjerne var Mitta også manuskriptforfatter på de film han instruerede.

### Som skuespiller
- Ijulskij dozjd (da.: Juli regn, 1967) som Vladik
- Dom Solntsa (da.: Solens hus, 2010) som gæst på udstilling
- Ekipazj (da.: Besætningen, en genindspilning af Flykatastrofen, 2016) som medarbejder på træningscenteret (ukrediteret)